# Політанська Ольга Феодосіївна
Ольга Феодосіївна Політанська (нар. 14 квітня 1947, село Бабчинці, тепер Чернівецького району Вінницької області) — українська радянська діячка, ланкова по вирощуванню цукрових буряків колгоспу імені Чапаєва Чернівецького району Вінницької області. Депутат Верховної Ради УРСР 11-го скликання.

## Біографія
Освіта середня.
З 1965 року — завідувачка дитячого садка колгоспу «40 років Жовтня» Могилів-Подільського району Вінницької області.
З 1966 року — колгоспниця, з 1981 року — ланкова із вирощування цукрових буряків колгоспу імені Чапаєва села Сокіл Могилів-Подільського (потім — Чернівецького) району Вінницької області.
Потім — на пенсії в селі Сокіл Чернівецького району Вінницької області.

## Нагороди
- ордени
- медалі